# Championnats d'Europe de patinage artistique 2001
Navigation
Édition précédente Édition suivante
Les championnats d'Europe de patinage artistique 2001 ont lieu du 22 au 28 janvier 2001 à l'Ondrej Nepela Arena de Bratislava en Slovaquie.
Pour la première fois, au moins trente couples de danse sur glace participent aux championnats européens. 

## Qualifications
Les patineurs sont éligibles à l'épreuve s'ils représentent une nation européenne membre de l'Union internationale de patinage (International Skating Union en anglais) et s'ils ont atteint l'âge de 15 ans avant le 1er juillet 2000 dans leur pays de naissance. La compétition correspondante pour les patineurs non européens est le championnat des Quatre Continents 2001. Les fédérations nationales sélectionnent leurs patineurs en fonction de leurs propres critères.
Sur la base des résultats des championnats d'Europe 2000, l'Union internationale de patinage autorise chaque pays à avoir de une à trois inscriptions par discipline.
| Entrées                                                           | Messieurs                 | Dames                                           | Couples                         | Danse sur glace                                  |
| ----------------------------------------------------------------- | ------------------------- | ----------------------------------------------- | ------------------------------- | ------------------------------------------------ |
| 3                                                                 | Russie Ukraine            | Russie                                          | Allemagne Russie Ukraine        | France Italie                                    |
| 2                                                                 | Allemagne Bulgarie France | Finlande France Danemark Hongrie Italie Ukraine | Estonie France Pologne Tchéquie | Allemagne Israël Lituanie Pologne Russie Ukraine |
| Si non répertorié ci-dessus, une seule inscription est autorisée. |                           |                                                 |                                 |                                                  |

Pour la sixième année (après les championnats européens de 1994, 1996, 1997, 1999 et 2000), l'Union internationale de patinage impose une ronde des qualifications pour les catégories individuelles masculine et féminine. Les qualifications sont divisées en deux groupes A et B. Pour ces championnats européens 2001, le top 15 de chaque groupe accède au programme court, puis le top 24 accède au programme libre. Les scores des qualifications comptent pour le score final.

## Podiums
| Épreuves                            | Or                                      | Argent                              | Bronze                            |
| ----------------------------------- | --------------------------------------- | ----------------------------------- | --------------------------------- |
| Messieurs résultats détaillés       | Evgeni Plushenko                        | Aleksey Yagudin                     | Stanick Jeannette                 |
| Dames résultats détaillés           | Irina Sloutskaïa                        | Maria Butyrskaya                    | Viktoria Volchkova                |
| Couples résultats détaillés         | Elena Berejnaïa / Anton Sikharulidze    | Tatiana Totmianina / Maksim Marinin | Sarah Abitbol / Stéphane Bernadis |
| Danse sur glace résultats détaillés | Barbara Fusar-Poli / Maurizio Margaglio | Marina Anissina / Gwendal Peizerat  | Irina Lobatcheva / Ilia Averboukh |

## Tableau des médailles
| Rang  | Nation | Or | Argent | Bronze | Total |
| ----- | ------ | -- | ------ | ------ | ----- |
| 1     | Russie | 3  | 3      | 2      | 8     |
| 2     | Italie | 1  | 0      | 0      | 1     |
| 3     | France | 0  | 1      | 2      | 3     |
| Total | Total  | 4  | 4      | 4      | 12    |

## Détails des compétitions
Pour la saison 2000/2001, les calculs des points se font selon la méthode suivante :
- chez les Messieurs et les Dames (0.4 point par place pour les qualifications, 0.6 point par place pour le programme court, 1 point par place pour le programme libre)
- chez les Couples artistiques (0.5 point par place pour le programme court, 1 point par place pour le programme libre)
- en danse sur glace (0.4 point par place pour les deux danses imposées, 0.6 point par place pour la danse originale, 1 point par place pour la danse libre)

### Messieurs
| Rang                                        | Nom                   | Nation         | Points | Qualif. B | Qualif. A | Prog. court | Prog. libre |
| ------------------------------------------- | --------------------- | -------------- | ------ | --------- | --------- | ----------- | ----------- |
| 1                                           | Evgeni Plushenko      | Russie         | 2.0    |           | 1         | 1           | 1           |
| 2                                           | Aleksey Yagudin       | Russie         | 3.6    | 1         |           | 2           | 2           |
| 3                                           | Stanick Jeannette     | France         | 7.2    | 3         |           | 5           | 3           |
| 4                                           | Aleksandr Abt         | Russie         | 7.6    | 2         |           | 3           | 5           |
| 5                                           | Sergei Davydov        | Biélorussie    | 12.2   |           | 4         | 6           | 7           |
| 6                                           | Andrejs Vlascenko     | Allemagne      | 12.8   |           | 6         | 4           | 8           |
| 7                                           | Ivan Dinev            | Bulgarie       | 13.0   |           | 3         | 13          | 4           |
| 8                                           | Frédéric Dambier      | France         | 14.2   | 7         |           | 9           | 6           |
| 9                                           | Stéphane Lambiel      | Suisse         | 15.2   |           | 5         | 7           | 9           |
| 10                                          | Róbert Kažimír        | Slovaquie      | 18.6   | 5         |           | 11          | 10          |
| 11                                          | Vakhtang Murvanidze   | Géorgie        | 19.0   | 8         |           | 8           | 11          |
| 12                                          | Markus Leminen        | Finlande       | 20.8   |           | 7         | 10          | 12          |
| 13                                          | Vitali Danilchenko    | Ukraine        | 24.8   | 4         |           | 17          | 13          |
| 14                                          | Konstantin Kostin     | Lettonie       | 26.8   |           | 9         | 12          | 16          |
| 15                                          | Gheorghe Chiper       | Roumanie       | 26.8   |           | 2         | 15          | 17          |
| 16                                          | Silvio Smalun         | Allemagne      | 28.4   |           | 12        | 16          | 14          |
| 17                                          | Sergei Rylov          | Azerbaïdjan    | 29.6   |           | 8         | 14          | 18          |
| 18                                          | Alexei Kozlov         | Estonie        | 30.0   | 6         |           | 21          | 15          |
| 19                                          | Robert Grzegorczyk    | Pologne        | 35.4   |           | 14        | 18          | 19          |
| 20                                          | Michael Shmerkin      | Israël         | 36.0   | 10        |           | 20          | 20          |
| 21                                          | Kristoffer Berntsson  | Suède          | 39.0   | 9         |           | 24          | 21          |
| 22                                          | Konstantin Tupikov    | Ukraine        | 39.2   | 12        |           | 19          | 23          |
| 23                                          | Kevin Van Der Perren  | Belgique       | 41.2   | 15        |           | 22          | 22          |
| Abandon                                     | Dmytro Dmytrenko      | Ukraine        |        |           | 10        | 23          |             |
| Patineurs éliminés après le programme court |                       |                |        |           |           |             |             |
| 25                                          | Zoltán Tóth           | Hongrie        |        | 11        |           | 25          | NC          |
| 26                                          | Angelo Dolfini        | Italie         |        |           | 11        | 27          | NC          |
| 27                                          | Gregor Urbas          | Slovénie       |        |           | 13        | 26          | NC          |
| 28                                          | Alan Street           | Royaume-Uni    |        | 13        |           | 28          | NC          |
| 29                                          | Hristo Turlakov       | Bulgarie       |        |           | 15        | 29          | NC          |
| 30                                          | Daniel Peinado        | Espagne        |        | 14        |           | 30          | NC          |
| Patineurs éliminés après les qualifications |                       |                |        |           |           |             |             |
| 31                                          | Clemens Jonas         | Autriche       |        | 16        |           | NC          | NC          |
| 31                                          | Lukáš Rakowski        | Tchéquie       |        |           | 16        | NC          | NC          |
| 33                                          | Panagiotis Markouizos | Grèce          |        |           | 17        | NC          | NC          |
| 33                                          | Aidas Reklys          | Lituanie       |        | 17        |           | NC          | NC          |
| 35                                          | Miloš Milanović       | RF Yougoslavie |        | 18        |           | NC          | NC          |

### Dames
| Rang                                          | Nom                    | Nation      | Points | Qualif. A | Qualif. B | Prog. court | Prog. libre |
| --------------------------------------------- | ---------------------- | ----------- | ------ | --------- | --------- | ----------- | ----------- |
| 1                                             | Irina Sloutskaïa       | Russie      | 2.0    | 1         |           | 1           | 1           |
| 2                                             | Maria Butyrskaya       | Russie      | 4.2    |           | 1         | 3           | 2           |
| 3                                             | Viktoria Volchkova     | Russie      | 8.2    | 5         |           | 2           | 5           |
| 4                                             | Elena Liashenko        | Ukraine     | 8.4    | 2         |           | 6           | 4           |
| 5                                             | Sarah Meier            | Suisse      | 10.2   | 3         |           | 5           | 6           |
| 6                                             | Júlia Sebestyén        | Hongrie     | 11.2   |           | 4         | 11          | 3           |
| 7                                             | Elina Kettunen         | Finlande    | 14.6   | 4         |           | 10          | 7           |
| 8                                             | Galina Maniachenko     | Ukraine     | 16.2   |           | 5         | 7           | 10          |
| 9                                             | Vanessa Gusmeroli      | France      | 18.8   |           | 6         | 4           | 14          |
| 10                                            | Vanessa Giunchi        | Italie      | 19.0   |           | 8         | 13          | 8           |
| 11                                            | Silvia Fontana         | Italie      | 20.8   | 6         |           | 9           | 13          |
| 12                                            | Susanne Stadlmüller    | Allemagne   | 22.8   |           | 9         | 12          | 12          |
| 13                                            | Zuzana Babiaková       | Slovaquie   | 23.8   |           | 11        | 14          | 11          |
| 14                                            | Tamara Dorofejev       | Hongrie     | 25.0   |           | 7         | 22          | 9           |
| 15                                            | Sabina Wojtala         | Pologne     | 28.2   |           | 3         | 15          | 18          |
| 16                                            | Hristina Vassileva     | Bulgarie    | 30.6   |           | 12        | 18          | 15          |
| 17                                            | Zoe Jones              | Royaume-Uni | 32.0   | 7         |           | 17          | 19          |
| 18                                            | Anna Wenzel            | Autriche    | 33.8   |           | 13        | 21          | 16          |
| 19                                            | Alisa Drei             | Finlande    | 34.4   | 9         |           | 23          | 17          |
| 20                                            | Lenka Seniglova        | Tchéquie    | 35.4   |           | 10        | 19          | 20          |
| 21                                            | Karen Venhuizen        | Pays-Bas    | 35.4   | 12        |           | 16          | 21          |
| 22                                            | Idora Hegel            | Croatie     | 38.2   | 8         |           | 20          | 23          |
| 23                                            | Julia Vorobieva        | Azerbaïdjan | 41.0   | 10        |           | 25          | 22          |
| Abandon                                       | Julia Soldatova        | Biélorussie |        |           | 2         | 8           |             |
| Patineuses éliminées après le programme court |                        |             |        |           |           |             |             |
| 25                                            | Klara Bramfeldt        | Suède       |        |           | 14        | 24          | NC          |
| 26                                            | Roxana Luca            | Roumanie    |        | 11        |           | 27          | NC          |
| 27                                            | Anja Bratec            | Slovénie    |        | 14        |           | 26          | NC          |
| 28                                            | Darya Zuravicky        | Israël      |        | 13        |           | 28          | NC          |
| 29                                            | Olga Vassiljeva        | Estonie     |        |           | 15        | 29          | NC          |
| Abandon                                       | Kaja Hanevold          | Norvège     |        | 15        |           |             | NC          |
| Patineuses éliminées après les qualifications |                        |             |        |           |           |             |             |
| 31                                            | Melania Albea          | Espagne     |        |           | 16        | NC          | NC          |
| 31                                            | Ellen Mareels          | Belgique    |        | 16        |           | NC          | NC          |
| 33                                            | Julia Lebedeva         | Arménie     |        |           | 17        | NC          | NC          |
| 33                                            | Julia Selepen          | Lituanie    |        | 17        |           | NC          | NC          |
| 35                                            | Anna Chatziathanassiou | Grèce       |        |           | 18        | NC          | NC          |

### Couples
| Rang    | Nom                                   | Nation         | Points | Prog. court | Prog. libre |
| ------- | ------------------------------------- | -------------- | ------ | ----------- | ----------- |
| 1       | Elena Berejnaïa / Anton Sikharulidze  | Russie         | 1.5    | 1           | 1           |
| 2       | Tatiana Totmianina / Maksim Marinin   | Russie         | 3.5    | 3           | 2           |
| 3       | Sarah Abitbol / Stéphane Bernadis     | France         | 4.0    | 2           | 3           |
| 4       | Maria Petrova / Aleksey Tikhonov      | Russie         | 6.0    | 4           | 4           |
| 5       | Sabrina Lefrançois / Jérôme Blanchard | France         | 8.0    | 6           | 5           |
| 6       | Aljona Savchenko / Stanislav Morozov  | Ukraine        | 9.5    | 7           | 6           |
| 7       | Oľga Beständigová / Jozef Beständig   | Slovaquie      | 11.0   | 8           | 7           |
| 8       | Inga Rodionova / Andrei Kroukov       | Azerbaïdjan    | 13.5   | 9           | 9           |
| 9       | Mariana Kautz / Norman Jeschke        | Allemagne      | 14.0   | 12          | 8           |
| 10      | Viktoria Shklover / Valdis Mintals    | Estonie        | 15.0   | 10          | 10          |
| 11      | Michaela Krutská / Marek Sedlmajer    | Tchéquie       | 18.0   | 14          | 11          |
| 12      | Maria Krasiltseva / Artem Znachkov    | Arménie        | 18.5   | 13          | 12          |
| 13      | Ivana Durin / Andrei Maximov          | RF Yougoslavie | 20.5   | 15          | 13          |
| Abandon | Dorota Zagórska / Mariusz Siudek      | Pologne        |        | 5           |             |
| Abandon | Tatiana Chuvaeva / Dmitri Palamarchuk | Ukraine        |        | 11          |             |

### Danse sur glace
| Rang                                               | Nom                                           | Nation             | Points | Danse imposée 1 | Danse imposée 2 | Danse originale | Danse libre |
| -------------------------------------------------- | --------------------------------------------- | ------------------ | ------ | --------------- | --------------- | --------------- | ----------- |
| 1                                                  | Barbara Fusar-Poli / Maurizio Margaglio       | Italie             | 2.2    | 2               | 1               | 1               | 1           |
| 2                                                  | Marina Anissina / Gwendal Peizerat            | France             | 4.8    | 1               | 2               | 2               | 3           |
| 3                                                  | Irina Lobatcheva / Ilia Averboukh             | Russie             | 5.0    | 3               | 3               | 3               | 2           |
| 4                                                  | Margarita Drobiazko / Povilas Vanagas         | Lituanie           | 8.0    | 4               | 4               | 4               | 4           |
| 5                                                  | Galit Chait / Sergei Sakhnovski               | Israël             | 10.0   | 5               | 5               | 5               | 5           |
| 6                                                  | Kati Winkler / René Lohse                     | Allemagne          | 12.0   | 6               | 6               | 6               | 6           |
| 7                                                  | Olena Hrushyna / Ruslan Honcharov             | Ukraine            | 14.2   | 7               | 8               | 7               | 7           |
| 8                                                  | Albena Denkova / Maxim Staviski               | Bulgarie           | 16.8   | 8               | 7               | 8               | 9           |
| 9                                                  | Tatiana Navka / Roman Kostomarov              | Russie             | 17.0   | 9               | 9               | 9               | 8           |
| 10                                                 | Isabelle Delobel / Olivier Schoenfelder       | France             | 20.0   | 10              | 10              | 10              | 10          |
| 11                                                 | Sylwia Nowak / Sebastian Kolasiński           | Pologne            | 22.0   | 11              | 11              | 11              | 11          |
| 12                                                 | Marika Humphreys / Vitali Baranov             | Royaume-Uni        | 25.0   | 13              | 13              | 13              | 12          |
| 13                                                 | Eliane Hugentobler / Daniel Hugentobler       | Suisse             | 25.0   | 12              | 12              | 12              | 13          |
| 14                                                 | Alia Ouabdesselam / Benjamin Delmas           | France             | 28.0   | 14              | 14              | 14              | 14          |
| 15                                                 | Gloria Agogliati / Luciano Milo               | Italie             | 30.0   | 15              | 15              | 15              | 15          |
| 16                                                 | Kristin Freizer / Igor Lukanin                | Azerbaïdjan        | 33.6   | 17              | 18              | 16              | 17          |
| 17                                                 | Natalia Gudina / Alexei Beletsky              | Israël             | 33.8   | 18              | 17              | 18              | 16          |
| 18                                                 | Zita Gebora / András Visontai                 | Hongrie            | 34.6   | 16              | 16              | 17              | 18          |
| 19                                                 | Kateřina Kovalová / David Szurman             | Tchéquie           | 38.2   | 20              | 19              | 19              | 19          |
| 20                                                 | Valentina Anselmi / Fabrizio Pedrazzini       | Italie             | 40.4   | 21              | 21              | 20              | 20          |
| 21                                                 | Stephanie Rauer / Thomas Rauer                | Allemagne          | 41.8   | 19              | 22              | 21              | 21          |
| 22                                                 | Alexandra Kauc / Filip Bernadowski            | Pologne            | 45.6   | 22              | 20              | 22              | 24          |
| 23                                                 | Alla Beknazarova / Yuri Kocherzhenko          | Ukraine            | 46.0   | 23              | 25              | 24              | 22          |
| 24                                                 | Zuzana Durkovska / Marian Mesaros             | Slovaquie          | 46.2   | 24              | 23              | 23              | 23          |
| Couples de danse éliminés après la danse originale |                                               |                    |        |                 |                 |                 |             |
| 25                                                 | Anna Mosenkova / Sergei Sychov                | Estonie            |        | 27              | 24              | 25              | NC          |
| 26                                                 | Tiffany Hyden / Vazgen Azroyan                | Arménie            |        | 25              | 26              | 26              | NC          |
| 27                                                 | Alissa de Carbonnel / Alexander Malkov        | Biélorussie        |        | 26              | 27              | 27              | NC          |
| 28                                                 | Kamilla Szolnoki / Dejan Illes                | Croatie            |        | 28              | 28              | 28              | NC          |
| 29                                                 | Tatiana Siniaver / Tornike Tukvadze           | Géorgie            |        | 29              | 29              | 29              | NC          |
| 30                                                 | Ana Galitch / Andrei Shishkov                 | Bosnie-Herzégovine |        | 30              | 31              | 30              | NC          |
| 31                                                 | Dominyka Valiukeviciute / Aurimas Radisauskas | Lituanie           |        | 31              | 30              | 31              | NC          |